# 2024. évi nyári paralimpiai játékok
A 2024. évi nyári paralimpiai játékok, hivatalos nevén a XVII. nyári paralimpiai játékok, a tizenhetedik alkalommal megrendezendő paralimpiai játékok 2024. augusztus 28. és szeptember 8. között zajlott Párizsban, az olimpiai játékokat követően.

## Kiválasztás
A megrendezés jogáért az ajánlattételi verseny 2015. január 15-én indult el. A többlépcsős pályázat nyertesét a Nemzetközi Olimpiai Bizottság (NOB) a perui Limában 2017. szeptember 13-án a 2024. évi nyári játékok helyszínét kijelölő kongresszuson döntötte el és hirdette ki hivatalosan.
A NOB 2015. júliusi kongresszusán bejelentette, hogy 650 ezerről 250 ezer euróra (2015-ben 77,5 millió forint) csökkentette a rendezésre jelentkezők pályázati díját, valamint azt, hogy a jelentkezők között nem tartanak előszűrést, így minden város versenyben marad a végső döntésig. A pályázó városok közül Boston, Hamburg és Róma után 2017 márciusában Budapest is visszalépett.
A NOB végrehajtó bizottsága 2017 júniusában azt javasolta, hogy a 2024-es és a 2028-as nyári paralimpia rendezési jogát egyszerre ítéljék oda. A javaslatot 2017 júliusában fogadták el. 2017. július 13-án Los Angeles és Párizs megegyezett, hogy Los Angeles a 2028-as paralimpiát, míg Párizs a 2024-es paralimpiát rendezi.

## Helyszínek
A játékok a sportágaktól függően különböző helyszíneken kerülnek megrendezésre. 
| 2024. évi paralimpiai játékok helyszínei | 2024. évi paralimpiai játékok helyszínei |
| ---------------------------------------- | ---------------------------------------- |
| Helyszín                                 | Sportág                                  |
| Concorde tér                             | nyitóceremónia                           |
| Stade de France                          | Atlétika és záróceremónia                |
| Paris La Défense Arena                   | Úszás                                    |
| Adidas Arena                             | Tollaslabda, erőemelés                   |
| Clichy-sous-Bois                         | Kerékpár                                 |
| North Paris Arena                        | Ülőröplabda                              |
| La Courneuve                             | Maraton                                  |
| AccorHotels Arena                        | Kerekesszékes kosárlabda                 |
| Grand Palais Éphémère                    | Judo, kerekesszékes rugby                |
| Champ-de-Mars                            | 5 fős futball                            |
| Invalidusok háza                         | Íjászat                                  |
| Grand Palais des Champs-Élysées          | Taekwondo, kerekesszékes vívás           |
| Pont Alexandre-III                       | Triatlon                                 |
| Stade Roland Garros                      | Kerekesszékes tenisz                     |
| Paris Expo Porte de Versailles           | Boccia, asztalitenisz, csörgőlabda       |
| Versailles-i kastély                     | Lovaglás                                 |
| Vaires-sur-Marne Nautical Stadium        | Kenu, evezés                             |
| Vélodrome National                       | Kerékpár                                 |
| National Shooting Centre                 | Lövészet                                 |

## Sportágak
22 sportág lett eddig meghirdetve a játékokra.
| Íjászat                  |
| Atlétika                 |
| Tollaslabda              |
| Bocsa                    |
| Kerékpár                 |
| Lovaglás                 |
| 5 fős futball            |
| Csörgőlabda              |
| Judo                     |
| Kenu                     |
| Triatlon                 |
| Erőemelés                |
| Evezés                   |
| Sportlövészet            |
| Ülőröplabda              |
| Úszás                    |
| Asztalitenisz            |
| Taekwondo                |
| Kerekesszékes kosárlabda |
| Kerekesszékes vívás      |
| Kerekesszékes rögbi      |
| Kerekesszékes tenisz     |

## Magyarország szereplése, eredményei
39 magyarországi sportoló indult 13 sportágban. Magyarország sportolói összesen 15 érmet (5 arany-, 6 ezüst- és 4 bronzérem) szereztek. Az érmet szerző sportolók:
- Konkoly Zsófia (2 arany) úszás
- Ekler Luca (arany) atlétika, távolugrás
- Pap Bianka (arany) úszás
- Kiss Péter Pál (arany) kajak
- Illés Fanni (ezüst) úszás
- Hajmási Éva, Krajnyák Zsuzsanna, Mező Boglárka, Veres Amarilla (ezüst) női csapat párbajtőr
- Luterán Petra (ezüst) atlétika
- Konkoly Zsófia (ezüst) úszás
- Pap Bianka (ezüst) úszás
- Ekler Luca (ezüst) atlétika
- Major Endre (bronz) asztalitenisz
- Pálos Péter (bronz) asztalitenisz
- Pap Bianka (bronz) úszás
- Szvitacs Alexa (bronz) asztalitenisz

## Fordítás
- Ez a szócikk részben vagy egészben  a(z)   2024 Summer Paralympics című angol Wikipédia-szócikk fordításán alapul.  Az eredeti cikk szerkesztőit annak laptörténete sorolja fel. Ez a jelzés csupán a megfogalmazás eredetét és a szerzői jogokat jelzi, nem szolgál a cikkben szereplő információk forrásmegjelöléseként.